# Jennie Kim
Jennie Kim (ur. 16 stycznia 1996 w Seulu), lepiej znana jako Jennie – południowokoreańska piosenkarka, raperka oraz członkini zespołu Blackpink. Jako artystka solowa zadebiutowała 12 listopada 2018 roku wydając single album Solo.

## Życiorys

### Wczesne lata
Kim Jennie urodziła się 16 stycznia 1996 roku w Seulu, w Korei Południowej, jest jedynaczką. Kiedy miała osiem lat pojechała z rodziną na wycieczkę do Australii i Nowej Zelandii. Podczas pobytu w Nowej Zelandii jej matka zapytała ją, czy podoba jej się to miejsce i czy chce zostać, Jennie odpowiedziała „tak”. Rok później została wysłana do szkoły Waikowhai Intermediate School w Auckland, w Nowej Zelandii. Jennie opowiedziała o swoich doświadczeniach związanych z nauką nowego języka w specjalnym dokumencie Must Change to Survive stacji MBC English (2006 r.). W latach młodzieńczych marzyła o zostaniu tancerką baletową. Po ukończeniu gimnazjum zapisała się do ACG Parnell College.
Jennie usłyszała o K-popie podczas pobytu w Nowej Zelandii, szczególnie interesowała się muzyką YG Entertainment. Gdy miała 14 lat jej matka planowała przenieść ją do Stanów Zjednoczonych, na Florydę, aby tam kontynuowała naukę prowadzącą do zdobycia zawodu prawnika lub nauczyciela, jednak pomysł ten nie przypadł jej do gustu. Jej rodzina poparła jej decyzję i wkrótce przeniosła się z powrotem do Korei Południowej. Później Jennie wzięła udział w przesłuchaniu zorganizowanym przez YG Entertainment i wykonała utwór Rihanny „Take a Bow”, dostając się do wytwórni jako stażystka w sierpniu 2010 roku. Początkowo na przesłuchaniu na wokalistkę, firma była przekonana, że powinna przyjąć pozycję raperki, ponieważ w tym czasie była jedyną stażystką mówiącą po angielsku, podczas gdy większość piosenek, które wykonała posiadały fragmenty rapowane. W Korei uczęszczała do gimnazjum Cheongdam i liceum Chungdam.

### Kariera

#### 2012–2017: Początki kariery i debiut z Blackpink

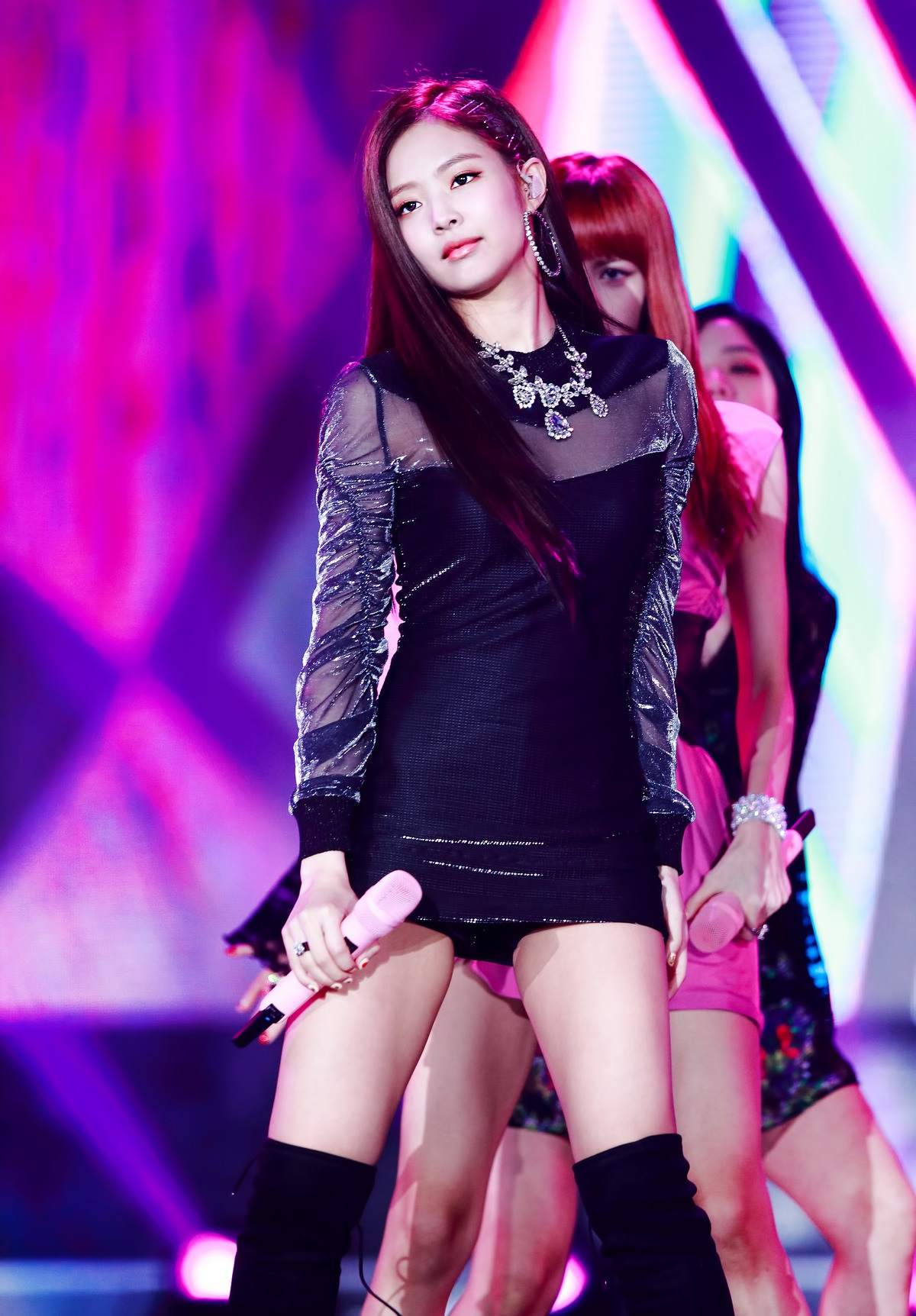
Jennie występująca z Blackpink na Korea Music Festival 1 października 2017

10 kwietnia 2012 roku, Jennie została przedstawiona w zdjęciu zatytułowanym „Who’s that girl?” na oficjalnym blogu YG Entertainment. Jej fotografia wzbudziła zainteresowanie internautów, stając się najczęściej wyszukiwanym tematem na portalach pod nazwą „Mystery Girl”. 1 września Jennie po raz pierwszy wystąpiła publicznie jako główna aktorka w teledysku G-Dragona „That XX” z albumu One of a Kind. 21 stycznia 2013 roku ukazało się kolejne wideo zatytułowane „Jennie Kim – YG New Artist”, w którym wykonała cover utworu „Lotus Flower Bomb” rapera Wale’a. W marcu Lee Hi zaprosiła Jennie do udziału w piosence „Special” z jej debiutanckiego albumu First Love. W sierpniu Jennie pojawiła się w piosence Seungriego „GG Be” z jego minialbumu Let’s Talk About Love. We wrześniu zaśpiewała refren w utworze G-Dragona „Black” z albumu Coup D’Etat, nagrywając go w ciągu pięciu dni przed premierą albumu. 8 września po raz pierwszy pojawiła się na scenie razem z G-Dragonem w programie SBS Inkigayo.
1 czerwca 2016 roku, Jennie została pierwszą osobą, która została ujawniona jako członkini nowego dziewczęcego zespołu YG Entertainment, pierwszego od siedmiu lat od czasu 2NE1. 8 sierpnia 2016 roku zadebiutowała jako członkini Blackpink wraz z Kim Jisoo, Roseanne Park i Lalisa Manobal, wydając album singlowy Square One oraz dwie piosenki tytułowe „Boombayah” (붐바야) i „Whistle” (휘파람).

#### Od 2018: Rosnąca popularność, debiut solowy i debiut aktorski

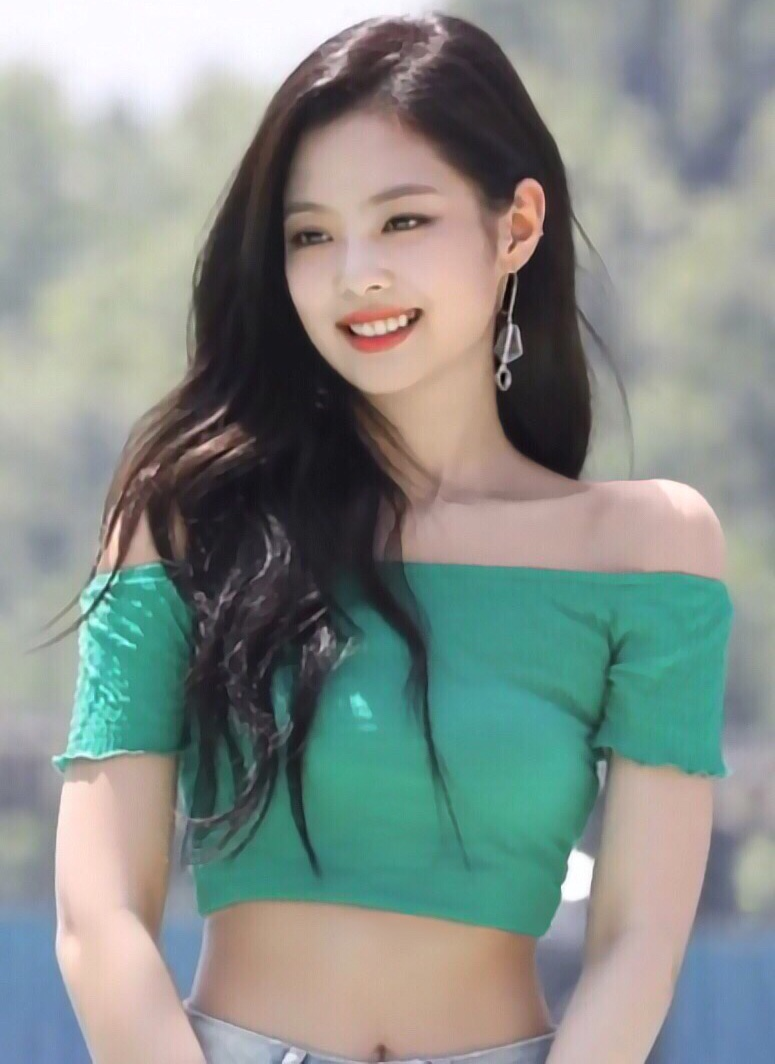
Jennie na Sprite Waterbomb Festival 2018

W lipcu 2018 roku Jennie pojawiła się wraz z członkinią Blackpink, Jisoo, w programie Running Man. Nagranie Jennie płaczącej po przejściu przez pokój grozy z Lee Kwang-soo stało się popularne w Korei Południowej, osiągając ponad milion wyświetleń na jednej ze stron oraz łącznie ponad trzy miliony wyświetleń na różnych platformach w mediach społecznościowych. Jennie została następnie wybrana jako jedna z najlepszych gwiazd programów rozrywkowych 2018 roku po jej występie w Running Man. Jennie została zaproszona ponownie do programu po przyciągnięciu uwagi podczas jej poprzedniego występu. Powiedziano, że Jennie zajęła pierwsze miejsce wśród wyborów castingowych i otrzymała wiele ofert od różnych programów rozrywkowych. 1 października Jennie potwierdziła, że dołączy jako stały członek obsady do nowego programu rozrywkowego SBS Village Survival, the Eight, co było jej pierwszym stałym udziałem w programie telewizyjnym.
W połowie października 2018 roku ogłoszono, że Jennie zadebiutuje jako solowa artystka. Po serii zwiastunów promocyjnych ujawniono, że wyda singlowy album zatytułowany Solo z głównym singlem o tej samej nazwie. W trakcie przygotowań do debiutu zdecydowano, że piosenka „Solo” zostanie po raz pierwszy zaprezentowana podczas trasy koncertowej Blackpink In Your Area w Seulu 10 listopada, a oficjalna premiera nastąpi dwa dni później.
Po premierze „Solo”, singel zadebiutował na pierwszym miejscu na liście Gaon Music Chart i zdobył potrójną koronę, jednocześnie zajmując pierwsze miejsce na krajowych listach cyfrowych, do pobrania i streamingowych. Singel pozostał na pierwszych miejscach listy cyfrowej i mobilnej przez kolejne dwa tygodnie oraz na liście streamingowej przez kolejne trzy tygodnie. „Solo” otrzymał certyfikat platynowej płyty za streaming od KMCA, a wkrótce potem zdobył nagrodę Song of the Year za listopad na ósmej gali Gaon Chart Music Awards, a także nagrodę Digital Bonsang na Golden Disc Awards. 25 listopada Jennie odniosła swoją pierwszą wygraną jako solowa artystka w programie Inkigayo.
W kwietniu 2019 roku Jennie stała się pierwszym koreańskim artystą solowym, który wystąpił na Coachelli. Jej występ został uwzględniony na liście „10 najlepszych rzeczy, które zobaczyliśmy na Coachella 2019” magazynu Billboard, który nazwał go „zadziwiającym” i „oszałamiającym”.
Jennie napisała piosenkę „Lovesick Girls” dla Blackpink, która została wydana 2 października 2020 roku jako trzeci singiel z pierwszego albumu studyjnego zespołu The Album. Podczas trasy koncertowej Born Pink World Tour, która rozpoczęła się w październiku 2022 roku, Jennie zadebiutowała nową solową piosenką zatytułowaną „You & Me”.
W 2022 roku ogłoszono, że Jennie zadebiutuje jako aktorka pod pseudonimem scenicznym Jennie Ruby Jane w serialu telewizyjnym HBO zatytułowanym The Idol, który został stworzony przez The Weeknd, Rezę Fahim i Sama Levinsona. Rola Jennie jako Dyanne, tancerki rezerwowej popowej gwiazdy Jocelyn, spotkała się jednak z pozytywnymi opiniami, a powszechnie rozpowszechniony fragment jej występu w serialu przewyższył oglądalność premiery programu na HBO. Niemniej jednak HBO ogłosiło później anulację serialu 28 sierpnia 2023 roku. Jennie najpierw zasugerowała współpracę z The Weeknd nad ścieżką dźwiękową do „Idol”, prezentując fragment utworu podczas imprezy z okazji premiery swojej kolekcji kapsułowej dla Calvin Kleina. Utwór „One of the Girls” autorstwa the Weeknd, Jennie i Lily-Rose Depp został wydany 23 czerwca jako część minialbumu The Idol Episode 4 (Music from the HBO Original Series).
4 października 2023 roku, po zakończeniu trasy koncertowej Born Pink World Tour, ogłoszono, że utwór „You & Me” zostanie oficjalnie wydany jako specjalny singiel dwa dni później. Po premierze utwór zadebiutował na siódmym miejscu na liście Billboard Global 200 i zdobył pierwsze miejsce na liście Billboard Global Excl. U.S., stając się pierwszym solowym utworem Jennie, który osiągnął tę pozycję. „You & Me” odniosło komercyjny sukces w Korei Południowej, zajmując czwarte miejsce na Circle Digital Chart, co oznaczało drugi przebój artystki w pierwszej dziesiątce w tym kraju po „Solo”. W Wielkiej Brytanii zadebiutowało na 39. miejscu na liście UK Singles Chart i osiągnął pierwsze miejsce na UK Singles Downloads Chart i UK Singles Sales Chart, uczyniło to z Jennie pierwszą koreańską solową artystką, która osiągnęła szczyt tych list.
22 listopada 2023 roku Jennie została mianowana przez króla Karola III tytułem honorowego członka Orderu Imperium Brytyjskiego (MBE) wraz ze swoimi koleżankami z zespołu, podczas specjalnej ceremonii inwestytury w Pałacu Buckingham, której także uczestniczył prezydent Korei Południowej Yoon Suk Yeol. 6 grudnia YG Entertainment potwierdziło, że Jennie, wraz z innymi członkiniami Blackpink, przedłużyła umowę na wspólne działania, a indywidualne kontrakty członków były jeszcze przedmiotem dyskusji. 24 grudnia Jennie ogłosiła, że w listopadzie 2023 roku założyła własną wytwórnię muzyczną Odd Atelier.

## Dyskografia

### Albumy studyjne
| Rok  | Dane dot. albumu                                                                                                  | Najwyższa pozycja na liście | Najwyższa pozycja na liście |
| Rok  | Dane dot. albumu                                                                                                  | POL                         | KOR                         |
| ---- | --- | --------------------------- | --------------------------- |
| 2025 | Ruby - Wydany: 7 marca 2025 - Wytwórnia: Odd Atelier, Columbia - Formaty: CD, kaseta, digital download, streaming | 4                           | 2                           |

### Minialbumy
| Rok  | Dane dot. albumu |
| ---- | --- |
| 2023 | The Idol Episode 4 (Music from the HBO Original Series) (z the Weeknd i Lily-Rose Depp) - Wydany: 23 czerwca 2023 - Wytwórnia: XO, Republic - Format: digital download, streaming |

### Single album
| Rok  | Dane dot. albumu                                                                            | Najwyższa pozycja | Sprzedaż        | Certyfikaty             |
| Rok  | Dane dot. albumu                                                                            | KOR (Circle)      | Sprzedaż        | Certyfikaty             |
| ---- | ------------------------------------------------------------------------------------------- | ----------------- | --------------- | ----------------------- |
| 2018 | Solo - Wydany: 12 listopada 2018 - Wytwórnia: YG, Interscope - Format: CD, digital download | 2                 | - KOR: 177 473+ | - KMCA: platynowa płyta |

### Single
| Rok                                                       | Tytuł                                             | Najwyższa pozycja | Najwyższa pozycja | Najwyższa pozycja | Najwyższa pozycja | Najwyższa pozycja | Najwyższa pozycja | Najwyższa pozycja | Najwyższa pozycja | Najwyższa pozycja | Certyfikat                 | Album                                                   |
| Rok                                                       | Tytuł                                             | KOR               | KOR               | AUS               | CAN               | JAP Hot           | NZ Hot            | UK                | US                | WW                | Certyfikat                 | Album                                                   |
| Rok                                                       | Tytuł                                             | Circle            | Songs             | AUS               | CAN               | JAP Hot           | NZ Hot            | UK                | US                | WW                | Certyfikat                 | Album                                                   |
| --------------------------------------------------------- | ------------------------------------------------- | ----------------- | ----------------- | ----------------- | ----------------- | ----------------- | ----------------- | ----------------- | ----------------- | ----------------- | -------------------------- | ------------------------------------------------------- |
| 2018                                                      | „Solo”                                            | 1                 | 1                 | –                 | 67                | 22                | 13                | –                 | –                 | –                 |                            | Solo                                                    |
| 2023                                                      | „You & Me”                                        | 4                 | 1                 | –                 | 71                | 36                | 5                 | 39                | –                 | 7                 |                            | –                                                       |
| 2023                                                      | „One of the Girls”(z The Weeknd i Lily-Rose Depp) | –                 | –                 | 30                | 29                | –                 | 9                 | 21                | 51                | 15                | - ZPAV: 2× platynowa płyta | The Idol Episode 4 (Music from the HBO Original Series) |
| 2024                                                      | „Slow Motion” (z Mattem Champion)                 | –                 | –                 | –                 | –                 | –                 | –                 | –                 | –                 | –                 |                            | Mika's Laundry                                          |
| 2024                                                      | „Mantra”                                          | 3                 | –                 | 52                | 46                | –                 | 32                | 37                | 98                | 3                 |                            | Ruby                                                    |
| 2025                                                      | „Love Hangover” (gośc. Dominic Fike)              | 35                | –                 | –                 | 72                | –                 | –                 | 64                | 96                | 29                |                            | Ruby                                                    |
| 2025                                                      | „ExtraL” (gośc. Doechii)                          | 42                | –                 | 64                | 58                | –                 | –                 | 37                | 75                | 18                |                            | Ruby                                                    |
| 2025                                                      | „Like Jennie”                                     | 3                 | –                 | 35                | 42                | –                 | 31                | 36                | 83                | 5                 |                            | Ruby                                                    |
| 2025                                                      | „Handlebars” (gość. Dua Lipa)                     | 68                | –                 | 63                | 47                | –                 | –                 | 41                | 80                | 21                |                            | Ruby                                                    |
| „–” oznacza, że singiel nie był notowany na danej liście. |                                                   |                   |                   |                   |                   |                   |                   |                   |                   |                   |                            |                                                         |

### Pozostałe utwory notowane
| Rok                                                       | Tytuł                                          | Najwyższa pozycja    | Najwyższa pozycja    | Najwyższa pozycja    | Najwyższa pozycja    | Najwyższa pozycja    | Album                 |
| Rok                                                       | Tytuł                                          | KOR                  | KOR                  | CAN                  | NZ Hot               | US World             | Album                 |
| Rok                                                       | Tytuł                                          | Circle               | Songs                | CAN                  | NZ Hot               | US World             | Album                 |
| Z gościnnym udziałem                                      | Z gościnnym udziałem                           | Z gościnnym udziałem | Z gościnnym udziałem | Z gościnnym udziałem | Z gościnnym udziałem | Z gościnnym udziałem | Z gościnnym udziałem  |
| --------------------------------------------------------- | ---------------------------------------------- | -------------------- | -------------------- | -------------------- | -------------------- | -------------------- | --------------------- |
| 2013                                                      | „Special” (Lee Hi z gościnnym udziałem Jennie) | 21                   | 16                   | –                    | –                    | –                    | First Love            |
| 2013                                                      | „GG Be” (Seungri z gościnnym udziałem Jennie)  | 18                   | 38                   | –                    | –                    | –                    | Let’s Talk About Love |
| 2013                                                      | „Black” (G-Dragon z gościnnym udziałem Jennie) | 2                    | 3                    | –                    | –                    | 10                   | Coup d’Etat           |
| „–” oznacza, że singiel nie był notowany na danej liście. |                                                |                      |                      |                      |                      |                      |                       |

## Filmografia

### Telewizja
| Rok  | Tytuł                       | Stacja telewizyjna | Rola             | Uwagi                           |
| ---- | --------------------------- | ------------------ | ---------------- | ------------------------------- |
| 2018 | Village Survival, the Eight | SBS                | członkini obsady |                                 |
| 2023 | The Idol                    | HBO                | Dyanne           | Występuje jako Jennie Ruby Jane |

## Nagrody i nominacje
| Rok  | Ceremonia                    | Kategoria                 | Nominowany                               | Wynik     | Źródło |
| ---- | ---------------------------- | ------------------------- | ---------------------------------------- | --------- | ------ |
| 2018 | 12. SBS Entertainment Awards | Rookie Award (kobieta)    | Running Man, Village Survival, the Eight | Nominacja | [ 76 ] |
| 2018 | 12. SBS Entertainment Awards | Scene Stealer Award       | Running Man, Village Survival, the Eight | Nominacja | [ 77 ] |
| 2019 | 8. Gaon Chart Music Awards   | Piosenka Roku – listopad  | „Solo”                                   | Wygrana   | [ 78 ] |
| 2019 | 2. M2 X Genie Music Awards   | The Female Solo           | Jennie Kim                               | Nominacja | [ 79 ] |
| 2019 | 21. Mnet Asian Music Awards  | Najlepsza Artystka        | Jennie Kim                               | Nominacja | [ 80 ] |
| 2019 | 21. Mnet Asian Music Awards  | Artystka Roku             | Jennie Kim                               | Nominacja | [ 80 ] |
| 2019 | 21. Mnet Asian Music Awards  | Najlepszy Występ Taneczny | „Solo”                                   | Nominacja | [ 80 ] |
| 2020 | 34. Golden Disc Awards       | Digital Bonsang           | „Solo”                                   | Wygrana   | [ 81 ] |

## Odznaczenia
- Honorary Member Orderu Imperium Brytyjskiego – Wielka Brytania, 2023[82]